# Solituderennen
Solituderennen – wyścig samochodowy i motocyklowy, odbywający się w latach 1903-1965 na torze Solitude Racetrack we wschodniej części Stuttgartu. Po 1950 roku wyścigi odbywały się zgodnie z regulacjami Formuły 1, Formuły 2 oraz Formuły Junior.

## Zwycięzcy wyścigu samochodowych
| Rok  | Kategoria          | Zwycięzca          | Konstruktor      | Wuniki |
| ---- | ------------------ | ------------------ | ---------------- | ------ |
| 1925 | Formuła Libre      | Otto Merz          | Mercedes-Benz    | Wyniki |
| 1926 | Formuła Libre      | Otto Merz          | Mercedes-Benz    | Wyniki |
| 1927 | Formuła Libre      | August Momberger   | Bugatti          | Wyniki |
| 1949 | Formuła 2          | Toni Ulmen         | Veritas-BMW      | Wyniki |
| 1950 | Formuła 2          | Karl Kling         | Veritas          | Wyniki |
| 1956 | Samochody sportowe | Hans Herrmann      | Porsche          | Wyniki |
| 1959 | Formuła Junior     | Michel May         | Stangellini-Fiat | Wyniki |
| 1960 | Formuła 2          | Wolfgang von Trips | Ferrari          | Wyniki |
| 1961 | Formuła 1          | Innes Ireland      | Lotus-Climax     | Wyniki |
| 1962 | Formuła 1          | Dan Gurney         | Porsche          | Wyniki |
| 1963 | Formuła 1          | Jack Brabham       | Brabham-Climax   | Wyniki |
| 1964 | Formuła 1          | Jim Clark          | Lotus-Climax     | Wyniki |
| 1965 | Formuła 2          | Chris Amon         | Lola-Ford        | Wyniki |